# Franco Indovina
Franco Indovina (né en 1932 à Palerme, mort dans la même ville le 5 mai 1972) est un réalisateur, scénariste et producteur italien.

## Biographie
Après ses études, Franco Indovina commence sa carrière professionnelle au théâtre, comme assistant de Luchino Visconti, avant d'aborder le cinéma en 1959. Il est l'un des assistants réalisateurs de Michelangelo Antonioni pour ses 3 films successifs L'Avventura, La Nuit, L'Eclipse, de Francesco Rosi pour Salvatore Giuliano et Vittorio De Sica pour Mariage à l'italienne.
Il passe à la mise en scène en 1965 et réalise et coscénarise Menage all'italiana, avec Ugo Tognazzi dans le rôle principal, Dalida pour sa 8e apparition sur grand écran et une musique composée par Ennio Morricone. Dans la foulée, il signe Latin lover, l'un des 3 segments du film Les Trois Visages (I tre volti), dont l'héroïne est la princesse Soraya. Les 2 autres segments sont l'œuvre de Michelangelo Antonioni
et Mauro Bolognini.
Deux années plus tard, il tourne la comédie Lo scatenato, dont il a  coécrit le scénario avec Tonino Guerra, jouée notamment par Vittorio Gassman, Martha Hyer. La même année, il est l'auteur du segment L'Ère préhistorique de la comédie dramatique composée de 6 sketches Le Plus Vieux Métier du monde et dont les 5 autres réalisateurs sont Claude Autant-Lara (segment Aujourd'hui), Mauro Bolognini (segment Nuits romaines), Philippe de Broca (segment Mademoiselle Mimi), Jean-Luc Godard (segment Anticipation, ou l'amour en l'an 2000) et Michael Pfleghar	(segment La belle époque).
En 1970, Le Voyeur (Giochi particolari), produit par lui et coscénarisé à nouveau avec Tonino Guerra, dont les rôles principaux sont tenus par Timothy Dalton, Virna Lisi, Marcello Mastroianni, est sa 5e réalisation.
Tre nel mille, son ultime film sort dans les salles italiennes le 6 février 1971.
Il a tenu un modeste rôle dans la série télévisée L'Odyssée, l'adaptation, par Franco Rossi, du poème épique d'Homère.
Le 5 mai 1972, Franco Indovina est l'une des 115 victimes de l'accident d'avion du vol AZ 112 de la compagnie Alitalia, parti de Rome à destination de Palerme. L'avion, un Douglas DC-8, s'est écrasé contre le mont Longa à 5 km de son aéroport d'arrivée.

## Vie privée
C'est en 1964, sur le plateau du tournage du sketch Latin lover du film Les Trois Visages (I tre volti), dont il est l'un des 3 réalisateurs, que Franco Indovina et la princesse Soraya, l'héroïne des 3 segments de ce film, se rencontrent. Une idylle amoureuse se noue entre eux, brisée à la mort tragique du réalisateur.

## Filmographie

### Réalisateur
- 1965 : Ménage à l'italienne (Ménage all'italiana)
- 1965 : Les Trois Visages (I tre volti), segment Latin lover
- 1967 : Le Déchaîné (Lo scatenato)
- 1967 : Le Plus Vieux Métier du monde, segment L'Ère préhistorique
- 1970 : Le Voyeur (Giochi particolari)
- 1971 : Tre nel mille

### Assistant réalisateur
- 1960 : L'Avventura, de Michelangelo Antonioni
- 1961 : La Nuit (La notte), de Michelangelo Antonioni
- 1962 : L'Eclipse (L'eclisse), de Michelangelo Antonioni
- 1962 : Salvatore Giuliano, de Francesco Rosi
- 1964 : Mariage à l'italienne (Matrimonio all'italiana), de Vittorio De Sica

### Scénariste
- 1965 : Ménage à l'italienne (Ménage all'italiana)
- 1965 : Les Trois Visages (I tre volti), segment Latin lover
- 1967 : Le Déchaîné (Lo scatenato)
- 1968 : Sissignore, de Ugo Tognazzi
- 1970 : Le Voyeur (Giochi particolari)

### Acteur
- 1968 : L'Odyssée (TV)